# Apsilocera bramleyi
Apsilocera bramleyi is een vliesvleugelig insect uit de familie Pteromalidae. De wetenschappelijke naam is voor het eerst geldig gepubliceerd in 1966 door Graham.